# Slaget vid Mästerby
Slaget vid Mästerby var ett slag som utspelade sig 25 juli 1361 mellan gotländska bönder och danska trupper.

## Slaget
De danska trupperna invaderade Gotland 1361 mötte första motståndet vid Fjäle myr, där slaget vid Mästerby 25 juli-26 juli 1361 stod.
Detta är vad arkeologerna, bland andra slagfältsarkeolog Maria Lingström, tror hände utifrån de fynd de har gjort och utifrån de få skriftliga källor som finns: I ett försök att stoppa danskarna rev man Ajmunds bro. Danskarna försökte ta sig över ån, men insåg det var dålig taktik då det var branta sluttningar på åns sidor, vilket gjorde det svårt för de tungt rustade danskarna att avancera. De drog sig tillbaka och började skicka ut folk för att hitta en bättre övergång medan trupperna övernattar. Danskarna hittade en övergång vid Fjäle myr en kilometer nordost. De gick över Fjäle myr. Bönderna hoppades att danskarna, som var tungt rustade, skulle få svårt att röra sig på myren. Taktiken var locka ut dem dit. Men den varma sommaren hade nästan helt torrlagt myren. Krigslisten misslyckades och slutade i en massaker på vad arkeologerna tror var cirka 1 500 bönder och bondeuppbåd, som inte lyckades besegra danskarna.[källa behövs]

## Minnesmärke

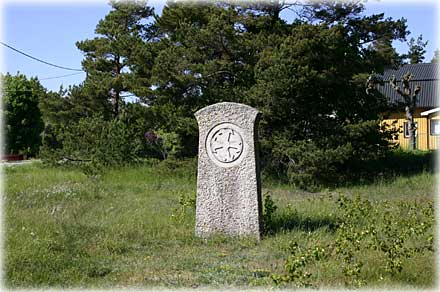
I Mästerby vid Ajmunds bro står minnesstenen, rest 1961, 600 år efter Atterdag, för att hedra de gutar som slogs för sin frihet.

En tid efter slaget restes ett minneskors vid Grens gård. Det så kallade "Grenskorset" eller "Ringkorset" till minne av dem som dog i slaget vid Mästerby.
Man har hittat en inskription på korset, även om det mest är fragmentariskt. Det som kan utläsas är Anno Domini (lt. för i Herrens år), MCCCLXI (lt. för 1361) samt ordet Iacobi (lt. för Sankt Jakob och hans dag i kalendern). Av detta har man kunnat få fram att slaget troligen stod på jacobsdagen den 25 juli 1361.

I Mästerby, vid Ajmunds bro, står minnesstenen, rest 1961, 600 år efter Atterdag, för att hedra de gutar som slogs för sin frihet.

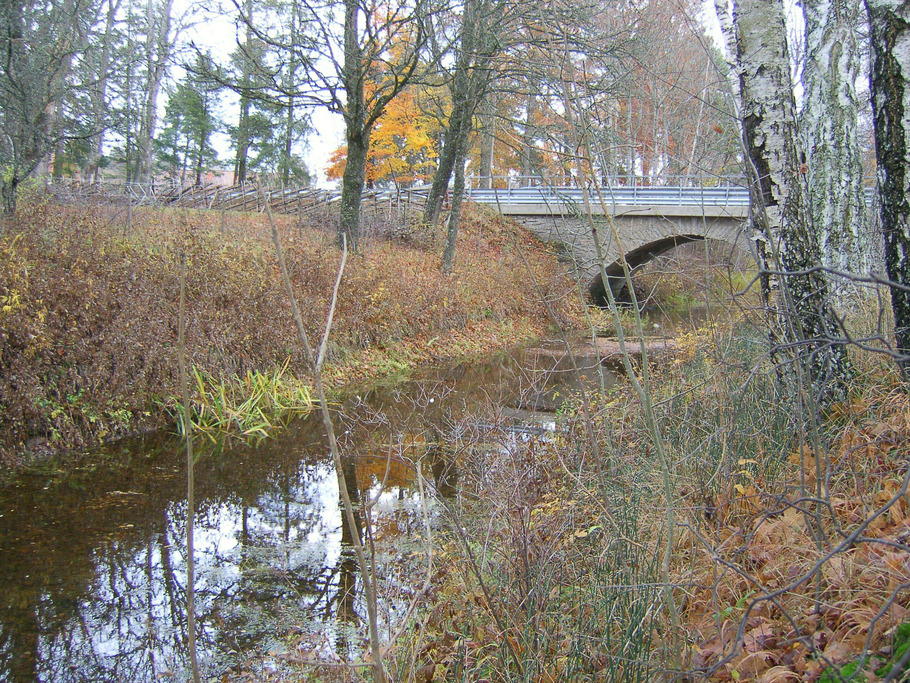
Den nuvarande bron över Sudertingsån ligger troligen på ungefär samma plats som sin medeltida föregångare. Här var en idealisk plats att försöka stoppa invasionsarmén.

## Legenden
Hans Nielssön Strelow sockenpräst gav 1633 ut sin Cronica Guthilandorium. Den är den enda skriften om slaget och den skrevs ner 300 år efteråt. Detta gjordes på grund av en brand i prästgården i Mästerby under 1700-talet, som gjorde att många gamla skrifter förstördes.
Den berättar ungefär detta: "Valdemar Atterdag går i land vid Kronvalls fiskeläge vid Lilla och Stora Karlsö. De möter motstånd av bönder de slår tillbaka vid fjäle myre utkämpas strider i två dagar i rad 25–26 juli 1361 utan för Mästerby. Valdemar reser ett kors för att hedra de tappra bönderna. Sedan går Atterdag vidare mot Visby."
Historiker insåg att legenden verkade inte trovärdig exempel att Valdemar skulle ha rest minnesmärke över stupade fiender. Men det fanns historiker  som ansåg det kunde finnas fragment av sanning i berättelsen och började undersöka saken.

## Fältundersökningar
Under ledning av slagfältsarkeologen Maria Lingström har fältundersökningar genomförts varje år sedan år 2006. Fram till år 2011 har hundratals fynd relaterade till slaget hittats. Fyndens spridning och egenskaper tyder på att huvudstriden stod kring ett sandstråk över Fjäle myr där danska styrkor har kunnat ta sig över myren mot Mästerby.
Idag driver Allan Lingström och Tullan Kalström Mästerby Museum, där en utställning visar de fynd man gjort vid fältundersökningarna i Mästerby.